# 桑普塞爾鎮區 (密蘇里州利文斯頓縣)
桑普塞爾鎮區（英語：Sampsel Township）是位於美國密蘇里州利文斯頓縣的一個行政鎮區。

## 地方資料
桑普塞爾鎮區的面積為100.98平方千米，當中陸地面積為100.41平方千米，而水域面積為0.57平方千米。根據2020年美國人口普查的數據，當地共有人口242人，而人口密度為每平方千米2.4人。